# ひめひび -Princess Days-
『ひめひび -Princess Days-』はTAKUYOより2006年12月28日に発売されたPlayStation 2用女性向け恋愛アドベンチャーゲーム。2008年7月17日にPlayStation Portable版『ひめひび -Princess Days- ぽーたぶる』が発売、2017年7月20日にPlayStation Vita版『ひめひび 1学期 -Princess Days-』が発売され2020年9月10日にはNintendo Switch版が発売された。
2009年6月25日には主人公・攻略キャラクターを一新した続編『ひめひび -New Princess Days!!- 続!二学期-』がPlayStation 2向けに発売、2010年2月25日にはPlayStation Portable版『ひめひび -New Princess Days!!- 続!二学期 ぽーたぶる』が発売、2020年12月3日にはNintendo Switch版『ひめひび 続!二学期-New Princess Days!!-』が発売された。また、2020年12月10日にはNintendo Switch用ソフト『ひめひび Another Princess Days 〜 White or Black 〜』が発売された。

## ストーリー
平凡な高校生活を送っていた主人公・相崎恋はある夏の日、スーツ姿の2人に呼び止められる。何でも今まで一度も会ったことのない祖父からのお迎えらしい。最初は訝しがる恋だったが、去年転校した憧れの先輩、速水尚仁も一緒とのことでさっそく行くことに。
着いた先はなんと名門男子校、天城寺学園。恋は理事長である祖父の命で近々共学になるこの学園に転校する事が決まる。しかし長く伝統の続く男子校に女子が入る事をよく思わない者達も多い。その中の女子を見下した発言に怒った恋は、周囲全てが男と言う環境の中生活する事を決心。直後に許婚やボディーガードの存在も発覚し波乱万丈な生活が幕を開ける。

## 登場人物

### 主人公
相崎 恋（あいざき こい）
声 - 無し
名前変換可能。高校2年生。平凡な生活を送っていたが、ある日名門男子校である天城寺学園に唯一の女子として転入する。強気な性格で負けず嫌いだが、恋愛面は奥手。父親の教えにより、初対面の人であっても名前で呼ぶ傾向がある。

### メインキャラクター
天城寺 雅哉（てんじょうじ まさや）
声 - 吉野裕行
高校2年生。恋のクラスメイトであり、従兄弟で許婚。同じ学年と言う縁からボディーガードも務める。卓越した運動神経を持ち、あちこちの部活に助っ人としてよく呼ばれる。皮肉屋で口が悪く、更に寮生活が長いせいか女子への配慮に欠け、恋とは口喧嘩が絶えない。しかし一度した約束は絶対に破らない性分の持ち主で、恋の事を守ると決めている。後述の尚仁とは両親の離婚により名字が違うが実の兄弟。しかし過去の経緯から兄の事をよく思っておらず、辛く当たってしまう。
速水 尚仁（はやみ なおひと）
声 - 浜田賢二
高校3年生。恋の従兄。恋が以前通っていた学校で憧れていた先輩。突然の転校で離れる事となるが再会する。穏やかな性格で、慣れない環境に戸惑う恋を優しく支える。天然な部分もある。料理が趣味だが、腕前のほうはいまいち。男子校でありながらその物腰からファンクラブが出来るほど人気が高い。雅哉の実の兄であり、弟の事を大切に思っているが雅哉からは拒絶され心を痛めている。
夏八木 光(なつやぎ ひかる)
声 - 菅沼久義
高校2年生。恋のクラスメイト。本来なら中学2年生なのだが、飛び級により恋達と同じクラスに。学園の警備部に所属しており、恋のボディーガードとして任命される。可愛らしい外見とは裏腹に身体能力は高い。常に敬語で話し、周囲の人物を「〜様」と呼ぶ。しっかり者で素直な性格。周囲からは可愛がられているが、本人は子ども扱いされる事を嫌い早く大きくなりたいと考えている。
高城 大和（たかしろ やまと）
声 - 野島健児
高校2年生。恋のクラスメイト。天城寺学園高等部の生徒会長。実家は茶道の家元。古来伝統を重んじる、生真面目で堅物な性格。そのため、その歴史を覆す共学化に反対し、女子である恋を敵と見なす。しかし卑怯な真似を嫌う性分のため力ずくで追い出すような真似はせず、あくまで周囲に呼びかける行動をとっており普段は恋とも温厚に接している。雅哉とは幼馴染でルームメイト。猫好き。
月元 忍（つきもと しのぶ）
声 - 石川英郎
27歳。天城寺学園警備部主任。理事長の秘書や寮父も勤める。冷静沈着で寡黙。サングラスをかけている時は「警備モード」と称し、一切言葉を発さず事務的に行動をこなす。サングラスを外した時は「秘書モード」となり、口数は少ないながら丁寧に話してくれる。また「寮母モード」と呼ばれる全く違った顔を見せる事もある。自身の頼みで恋は彼のみ名字で呼んでいる。
柏木 林斗（かしわぎ りんと）
声 - 石田彰
27歳。天城寺学園の教師で恋達のクラスの担任。担当科目は生物だが他の教科も難なく教える事が出来る。軟派な性格で生徒からの人気は高いが、他の教師達からはあまりよく思われていない。恋を気に入っておりよくセクハラまがいの行動をとる事もあるため、度々光から注意されている。月に一度寝不足によって非常に機嫌が悪くなるときがあり、生徒達から「アノ日」と呼ばれ恐れられている。

### サブキャラクター
春村 真亜耶（はるむら まあや）
声 - 神田朱未
高校2年生。恋の前の学校での親友。イケメン好きで天然ぶりっ子だが、根は優しく気配りできる性格。連絡もなく急に転校した恋を心配し気遣う反面、男ばかりの環境の恋を羨ましくも思っている。
天城寺 善（てんじょうじ ぜん）
声 - 高田べん
65歳。天城寺学園理事長。恋・雅哉・尚仁の祖父。学園の共学化と恋の転入を決めた人物。普段はおおらかな性格だが威圧感を持っており、怒ると怖い。学園の共学化によりあちこちに出かけているが、何故か学園の動向は全て知っている。
小泉 顕（こいずみ けん）
声 - 中村悠一
高校2年生。恋のクラスメイト。学園の共学化に大賛成で、恋を「姫」と呼び、何かと協力してくれる。常にハイテンションで明るい性格。他人を独自のあだ名で呼ぶ。
直村 琉耶（なおむら りゅうや）
声 - 草尾毅
高校2年生。恋のクラスメイト。生徒会副会長で、大和の右腕的存在。大和とは違い、共学化には賛成で恋にも協力的。学園では数少ない常識人。